# Fachhochschule der Diakonie
Die Fachhochschule der Diakonie im Bielefelder Stadtbezirk Bethel ist eine seit 2006 staatlich anerkannte private Fachhochschule. Sie bietet grundständige und berufsbegleitende Studiengänge im Bereich des Sozial- und Gesundheitswesens für Studierende aus dem gesamten Bundesgebiet an.

## Träger
Träger ist die Fachhochschule der Diakonie gemeinnützige GmbH (Bielefeld) mit 16 Gesellschaftern.
- Hauptgesellschafter: Stiftung Nazareth (v. Bodelschwinghsche Stiftungen Bethel)
- Diakonie Deutschland - Evangelischer Bundesverband
- Evangelisches Johanneswerk gGmbH, Bielefeld
- Evangelische Perthes-Stiftung e. V., Münster
- Wittekindshof – Diakonische Stiftung für Menschen mit Behinderungen, Bad Oeynhausen
- Hoffnungstaler Stiftung Lobetal (v. Bodelschwinghsche Stiftungen Bethel)
- Diakonie Stiftung Salem gGmbH, Minden
- Diakonisches Werk im Kirchenkreis Recklinghausen gGmbH
- Diakonie Mark-Ruhr gem. GmbH, Hagen
- Stephanus-Stiftung, Berlin
- Evangelisches Klinikum Bethel gGmbH, Bielefeld (v. Bodelschwinghsche Stiftungen Bethel)
- Diakonisches Werk der Ev.-Luth. Kirche in Oldenburg e. V.
- Stiftung Eben-Ezer, Lemgo (v. Bodelschwinghsche Stiftungen Bethel)
- Diakonie Ruhr-Hellweg e. V., Arnsberg
- Diako Thüringen gemeinnützige GmbH, Eisenach
- Juvandia - der Diakonieverbund e. V.

## Studiengänge
Die Fachhochschule bietet seit Oktober 2006 jährlich Studienplätze in folgenden Bachelor- und Master-Studiengängen an:
- Management im Sozial- und Gesundheitswesen (B.A.)
- Diakonik und Soziale Arbeit (grundständig) (B.A.)
- Soziale Arbeit (B.A.):
  - Soziale Arbeit berufsintegrierend
  - Soziale Arbeit dual
- Heilpädagogik (B.A.)
- Psychiatrische Pflege / Psychische Gesundheit (B.A.)
- Psychologie (B.Sc.)
- Notfallsanitäter (B.Sc.)

- Organisationsentwicklung (M.A.)
- Diakonik – Interprofessionelle Leitung, organisationale Bildung, diakonische Profilentwicklung (M.A.) (im Aufbau)
- Community Mental Health (M.A.)

Das Studienkonzept legt einen Schwerpunkt auf eine Mischung aus Präsenzstudium und E-Learning-, Selbstlern- und Lerngruppenphasen.
Der Fokus liegt auf berufsbegleitenden Studienangeboten.
Zurzeit sind zehn Professuren besetzt; hinzu kommen acht Honorarprofessuren, sechs wissenschaftliche Mitarbeitende und ein Stamm von Lehrbeauftragten mit einer breiten Expertise im Bereich des Sozial- und Gesundheitswesens. Rektor ist der Professor für Praktische Theologie und Diakoniewissenschaft Markus Schmidt. Gründungsrektor war Dr. Hanns-Stephan Haas gefolgt von Martin Sauer, Thomas Zippert und Hilke Bertelsmann.

## Zulassungsbedingungen
- In einigen Studiengängen ist eine studienrelevante Fachschulausbildung, z. B. als Gesundheits- und Krankenpfleger, Altenpfleger, Heilerziehungspfleger, Heilpädagoge, Erzieher, Notfallsanitäter, Ergo- oder Physiotherapeut Zulassungsvoraussetzung.
- Fachhochschulreife

Ohne Fachhochschulreife kann ein Studium aufgenommen werden, wenn die Bewerber eine einschlägige Berufsausbildung abgeschlossen und 3 Jahre im erlernten Beruf gearbeitet haben. Berufsfremde können in der Regel eine Zugangsprüfung ablegen.

## Akkreditierung
Das zuständige Wissenschaftsministerium des Bundeslandes Nordrhein-Westfalen hat der Hochschule am 7. August 2006 die vorläufige Zulassung erteilt. Die Institutionelle Akkreditierung durch den Wissenschaftsrat wurde im Jahr 2014 abgeschlossen. Die Studiengänge sind durch die Akkreditierungsagentur für Studiengänge im Bereich Gesundheit und Soziales (AHPGS) anerkannt und akkreditiert.

## Finanzierung / Kosten
Als private Hochschule finanziert die FH der Diakonie ihren Lehraufwand über Zuschüsse der Gesellschafter und Studiengebühren der Studierenden. Die Studiengebühren liegen bei ca. 490 € im Monat (2025); hinzu kommen Asta-Gebühren und ggfs. das Semesterticket. Zuschüsse des Landes sind nicht vorgesehen.